# メリー・ヒル・モノレール
メリー・ヒル・モノレール（英: Merry Hill Monorail）は、かつてイングランドウェスト・ミッドランズ州ダドリー近くのブライアリー・ヒルにあるメリー・ヒル・ショッピング・センターで運行されていたモノレールである。
1991年6月に、メリー・ヒルにて高架モノレールが開業したが、技術的な問題と安全性の懸念（特に避難に対する困難さ）が組み合わさった結果として1996年に閉鎖されており、この時に別々に所有していたメリー・ヒルとザ・ウォーターフロントによる所有者間の紛争が悪化していた。
モノレールの基礎は、モノレール廃駅の1つと、マークス・アンド・スペンサー店舗の屋根の最上部にある古い手すりの一部だけを残して、後に撤去されている。
モノレールの建設には2,200万ユーロの費用が掛かっており、1988/89年にショッピング複合施設の最終段階とともに建設工事が行われていたが、ショッピング・センター完成後の19ヵ月間、安定と安全性の懸念によってモノレールが開業できなかった。
ミッドランド・メトロ延伸とともに乗り換えが計画されたとき、当システムでは運河を越えて伸びて、旧・ラウンド・オーク駅の敷地の近くに到達し、5つの駅を設置することになっていた。
しかし、最初の4つの駅のみが完成に至っている。
当システムは、1991年6月1日に正式に開業した。
避難手順を鉄道調査院が調査している間、実際の一般公開は遅れていた。
短期間の運行を行った後、1992年にモノレールが一時的に再度閉鎖されているが、1996年まで断続的に運行されていた。
1996年に、当システムが売りに出された後、オーストラリアのクイーンズランド州ゴールドコーストブロードビーチにあるオアシス・ショッピング・センターで運行されているモノレールの延長用として2001年に列車および軌道が移設された。
モノレールの廃止後、UCI映画館とザ・ウォーターフロント駐車場の間でモノレール代替バスが運行されている。この代替バスにはトラベル・メリー・ヒルが所有する2台のMCWメトロバスを利用している。